# Château de Thévalles
Pour les articles homonymes, voir Thévalles.
 (juillet 2025).
- Si vous ne connaissez pas le sujet, laissez ce bandeau (vous pouvez alors contacter les auteurs).
- Si vous supprimez le contenu mis en cause (vous pouvez préalablement contacter les auteurs),

argumentez précisément cette suppression dans la page de discussion
(un manque de référence n'est pas un argument ; une recherche réelle de référence doit avoir été effectuée, être formellement documentée).
Le château de Thévalles est situé à Chémeré-le-Roi dans le département de la Mayenne, à 1 500 m du bourg, au-dessus de l'Erve. Il domine le cours de l'Erve et sa vallée du haut d'un roc taillé à pic ainsi que le moulin de Thévalles, reconstruit en 1850, situé en contrebas du château.

## Historique
Le château actuel repose sur les fondations d'un bâtiment construit au XIe siècle contre les invasions des Normands. Une partie des constructions modernes remonte au XVIe siècle et l'autre au XVIIe siècle.
En 1415, le site est simplement désigné comme un hébergement. En 1428, d'après certains auteurs il est assiégé par les Anglais avec à leur tête John Talbot. Lorsqu'on entreprit en 1852 la route de Laval à Brûlon en ouvrant une tranchée près du château, on découvrit un grand nombre d'ossements considéré comme ceux de soldats anglais tués dans ce combat. En 1495, la terre comprend un hébergement, un manoir, une maison. Le 6 février 1558, un acte d’acquisition de la terre de Thévalles mentionne le château nouvellement reconstruit.
En janvier 2023, le domaine de Thévalles (le château, la chapelle, le parc et les fortifications) est inscrit au titre des Monuments historiques.

## Description
Il subsiste deux tours crénelées construites dans le XVe siècle. Des murs d'enceinte et de larges fossés formaient avec ces tours la défense complète de ce château fort. En dehors de cette ligne sur les anciens fossés aujourd'hui comblés s'étend un magnifique jardin anglais.
À l'entrée de l'allée du château existait autrefois une vieille construction portant le nom de Maladrerie.
Au XIXe siècle, une élégante chapelle gothique fut construite à la porte du château.

## Propriétaires
Le château fut la propriété des familles de Thévalles, de Maillé, de Condé, de La Rochelambert, de La Poeze, de Vitton de Peyruis.

### Liste des seigneurs et des propriétaires
- La famille de Thévalle est une famille d'ancienne chevalerie, originaire de Thévalle en Chemeré[6].

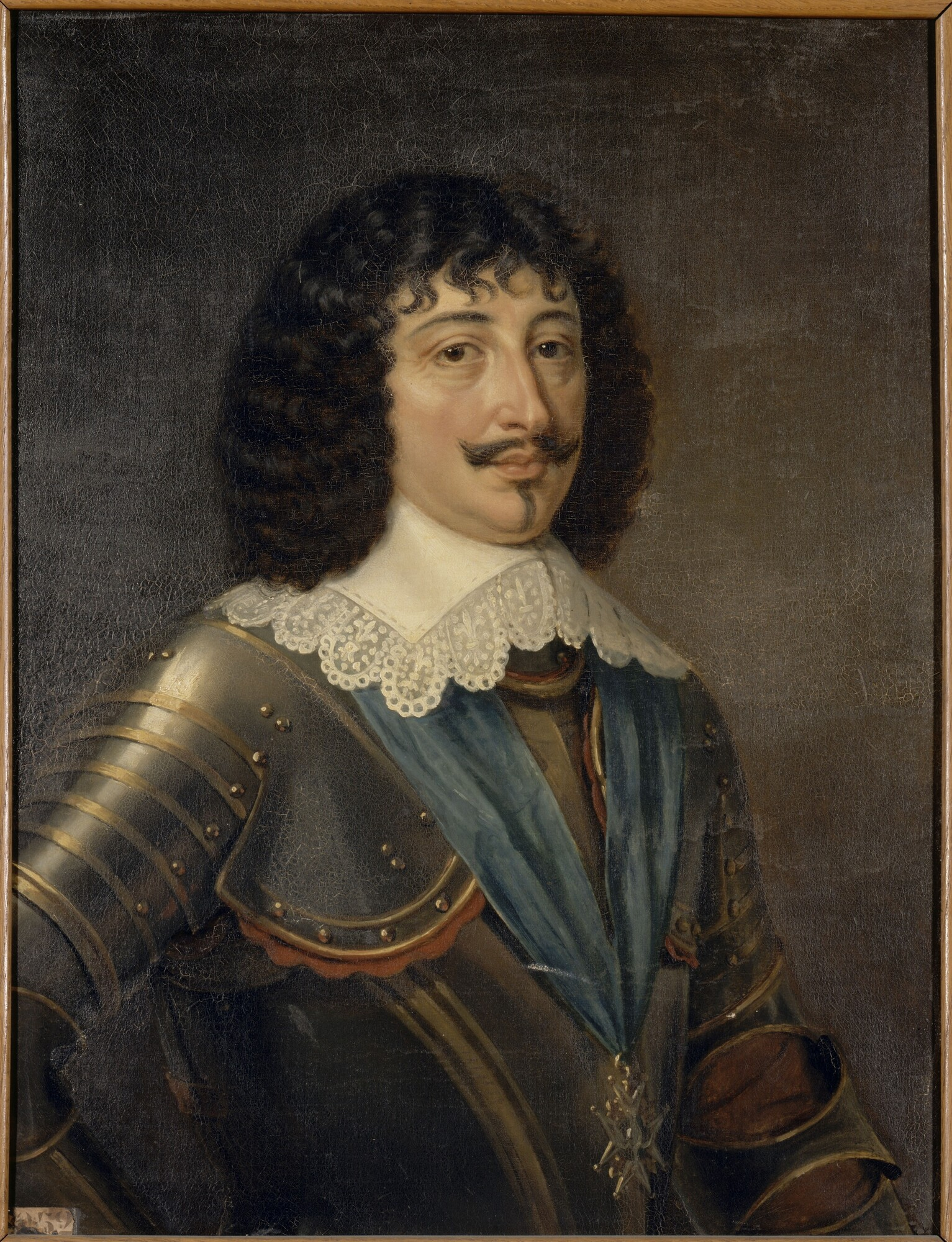
Urbain de Maillé, marquis de Brézé, maréchal de France (° 1597 - † 1650)
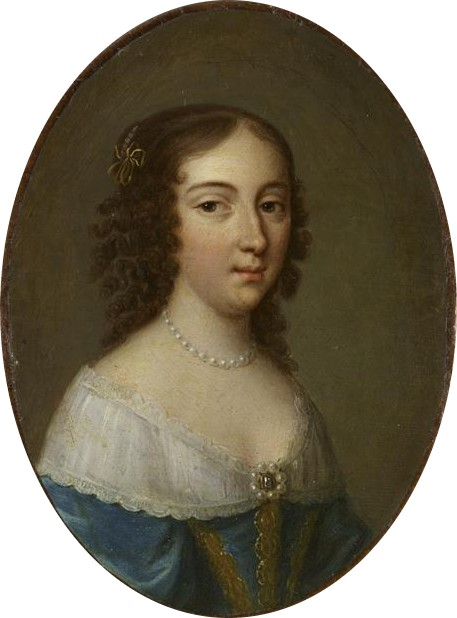
Claire Clémence de Maillé, princesse de Condé
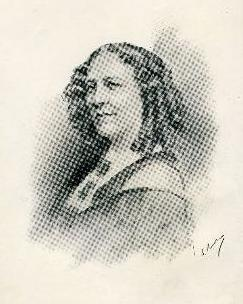
Apollonie de La Rochelambert (1825-1904), comtesse de Valon

### Sources et bibliographie
- Marin Foucault, Les seigneurs de Laval, Imp. E. Jamin, 1875, p. 260-265.
- Alphonse-Victor Angot, Ferdinand Gaugain, Dictionnaire historique, topographique et biographique de la Mayenne, Goupil, 1900-1910, tome III, p. 760-761 ; tome IV, p. 890.